# Demonax viridis
Demonax viridis là một loài bọ cánh cứng trong họ Cerambycidae.